# 17898 Скоттшеппард
17898 Скоттшеппард (17898 Scottsheppard) — астероїд головного поясу, відкритий 22 березня 1999 року.
Тіссеранів параметр щодо Юпітера — 3,709.